# Lumbrineris rovignensis
Lumbrineris rovignensis är en ringmaskart som beskrevs av Fauvel 1940. Lumbrineris rovignensis ingår i släktet Lumbrineris och familjen Lumbrineridae. Arten har ej påträffats i Sverige. Inga underarter finns listade i Catalogue of Life.